# 无毛白透骨消
无毛白透骨消（学名：Glechoma biondiana var. glabrescens）为唇形科活血丹属下的一个变种。

## 扩展阅读
- 維基物種上的相關：无毛白透骨消